# Rhizina undulata
Rhizina undulata è un fungo ascomicete, non commestibile e parassita delle piante. Provoca una grave forma di marciume radicale delle conifere che porta alla morte le piante colpite. Il fungo è chiamato comunemente fuoco dei pini (in inglese pine firefungus) perché il suo sviluppo è favorito dalle alte temperature provocate dal fuoco.